# Thonne-le-Thil
Thonne-le-Thil é uma comuna francesa na região administrativa de Grande Leste, no departamento de Meuse. Estende-se por uma área de 11,38 km². Em 2010 a comuna tinha 277 habitantes (densidade: 24,3 hab./km²).